# Кориано
Кориа̀но (на италиански: Coriano, на местен диалект Curièn, Кориано) е град и община в северна Италия, провинция Римини, регион Емилия-Романя. Разположен е на 102 m надморска височина. Населението на общината е 10 267 души (към 2011 г.).